# Kórnik
Kórnik (niem. Kurnick, 1939–1945 Burgstadt) – miasto w województwie wielkopolskim, w powiecie poznańskim, nad Jeziorem Kórnickim, siedziba gminy miejsko-wiejskiej Kórnik.
Prywatne miasto szlacheckie lokowane w 1458, do XIX w. nazywane zwykle Kurnikiem (w tekstach łacińskich jako Curnik), alternatywne wersje pisowni (Cornik, Kurnyk, Curnyk, Curniki, Kornik, Kórnik) pojawiały się od XIV wieku. Według XVI-wiecznego podziału administracyjnego, położone było w województwie kaliskim. W latach 1975–1998 miasto administracyjnie należało do woj. poznańskiego. Położone 20 km na południowy wschód od Poznania przy drodze krajowej nr 11.

## Geografia
Na obecny Kórnik składają się dwa dawne miasta położone obok siebie w odległości 1 km:
- Bnin z prawami miejskimi od 1395
- Kórnik z prawami miejskimi od 1426[7]
- pomiędzy nimi Prowent – obszar dworski, do 1934 odrębna jednostka administracyjna

W Kórniku znajduje się siedziba fundacji Zakłady Kórnickie, utworzonej w 1924 przez hrabiego Władysława Zamoyskiego, powstała z oddanego przez niego Narodowi Polskiemu majątku nieruchomego w Wielkopolsce (Kórnik i okolice) oraz w Małopolsce (Zakopane i okolice).

## Ludność
Według danych z 31 grudnia 2010 roku miasto liczyło 7206 mieszkańców.
W 1923 na Prowencie (który obecnie jest częścią Kórnika) urodziła się polska poetka, laureatka Nagrody Nobla z 1996 roku – Wisława Szymborska. Była córką Wincentego Szymborskiego, zarządcy dóbr hrabiego Zamoyskiego oraz współtwórcy Rzeczypospolitej Zakopiańskiej.

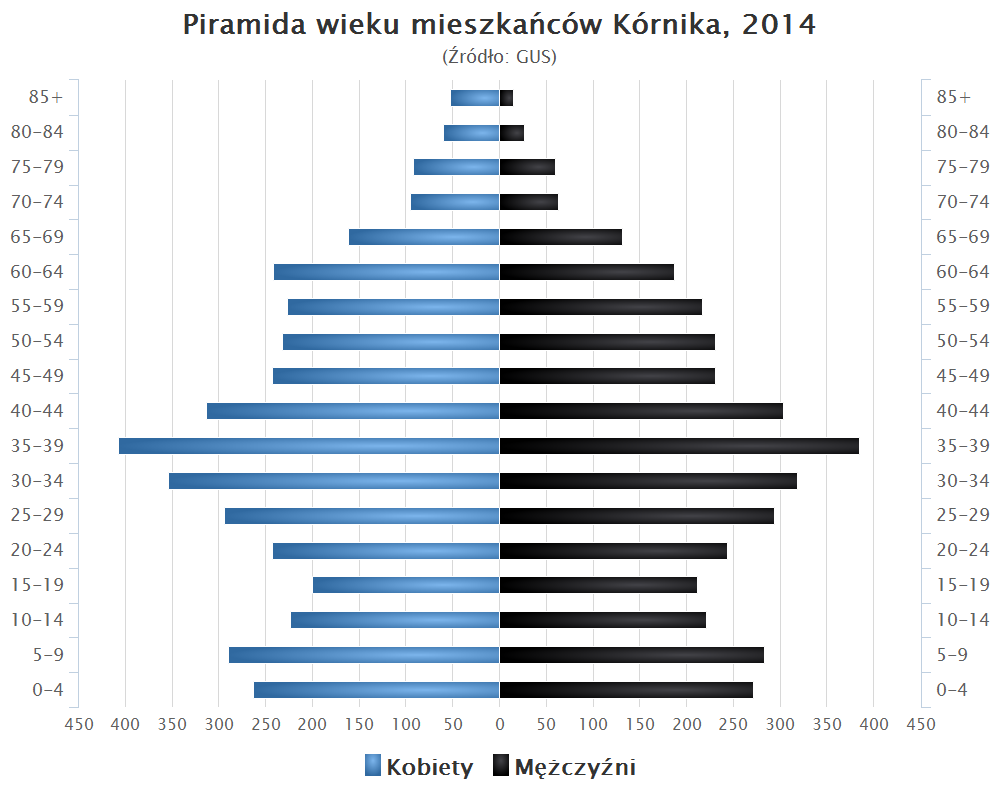
Piramida wieku mieszkańców Kórnika w 2014 roku

## Historia

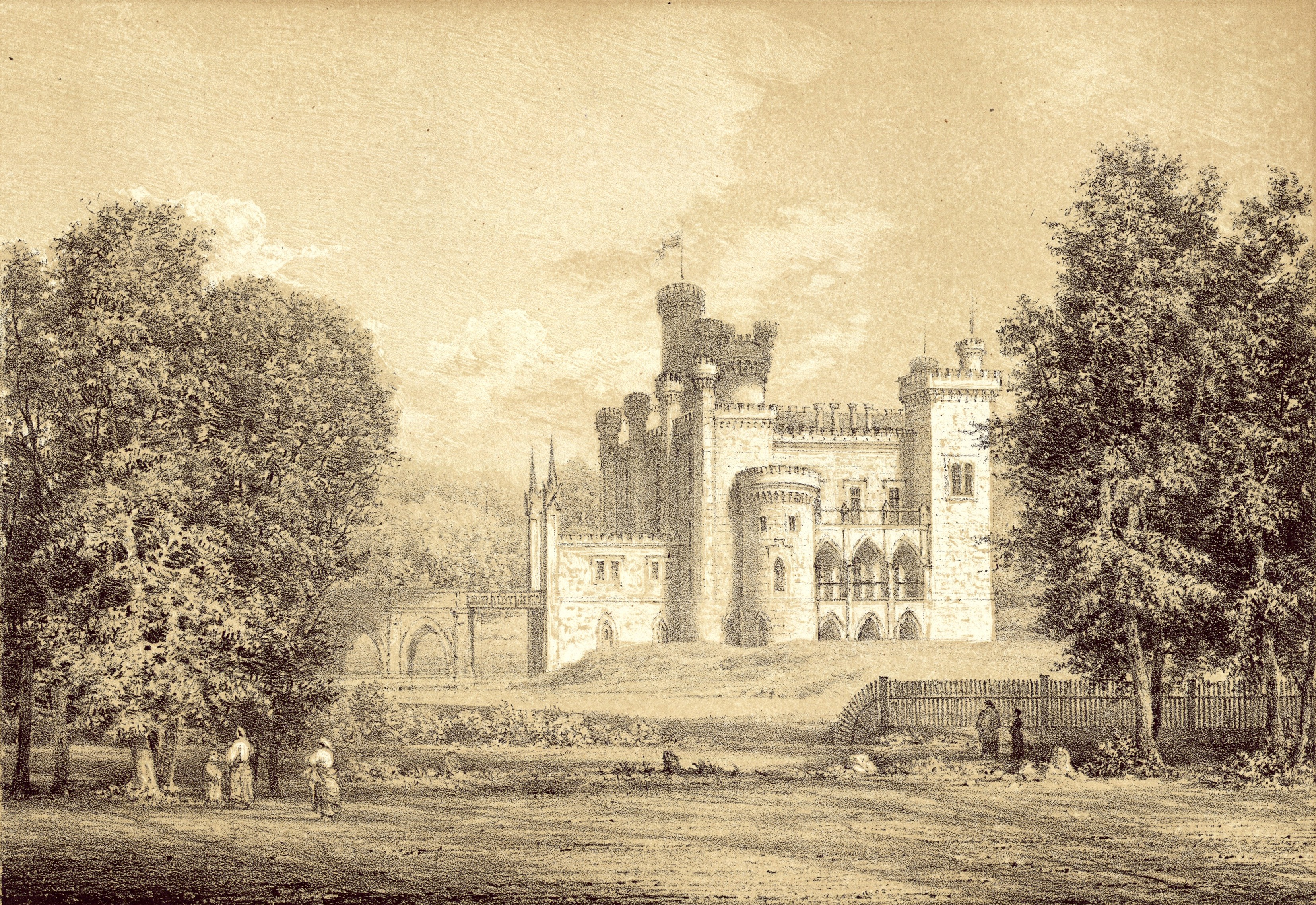
Napoleon Orda, Zamek Działyńskich w Kórniku, 1880

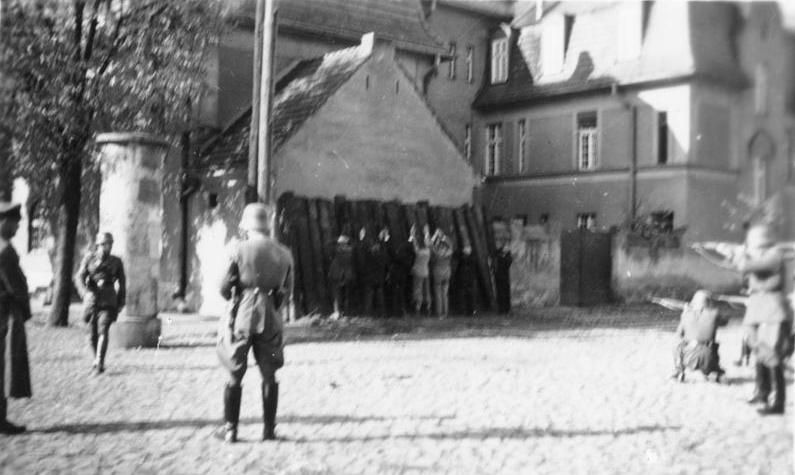
Egzekucja mieszkańców Kórnika dokonane przez EG VI. Rozstrzelani to powstańcy wielkopolscy: Kazimierz Finke, Ksawery Lehmann, Wojciech Niemir oraz Józef Stern – 20.10.1939.

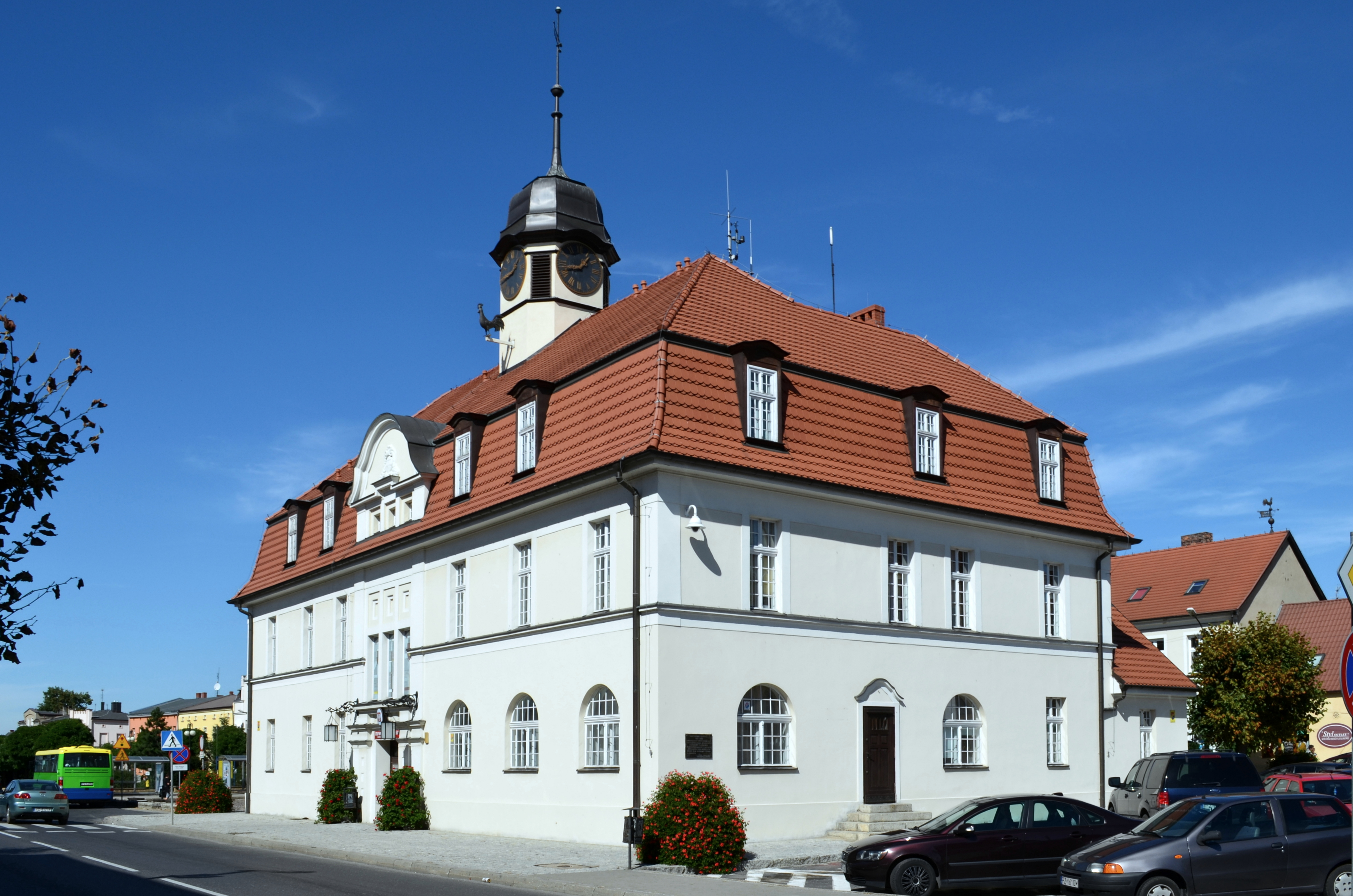
Neobarokowy ratusz w Kórniku

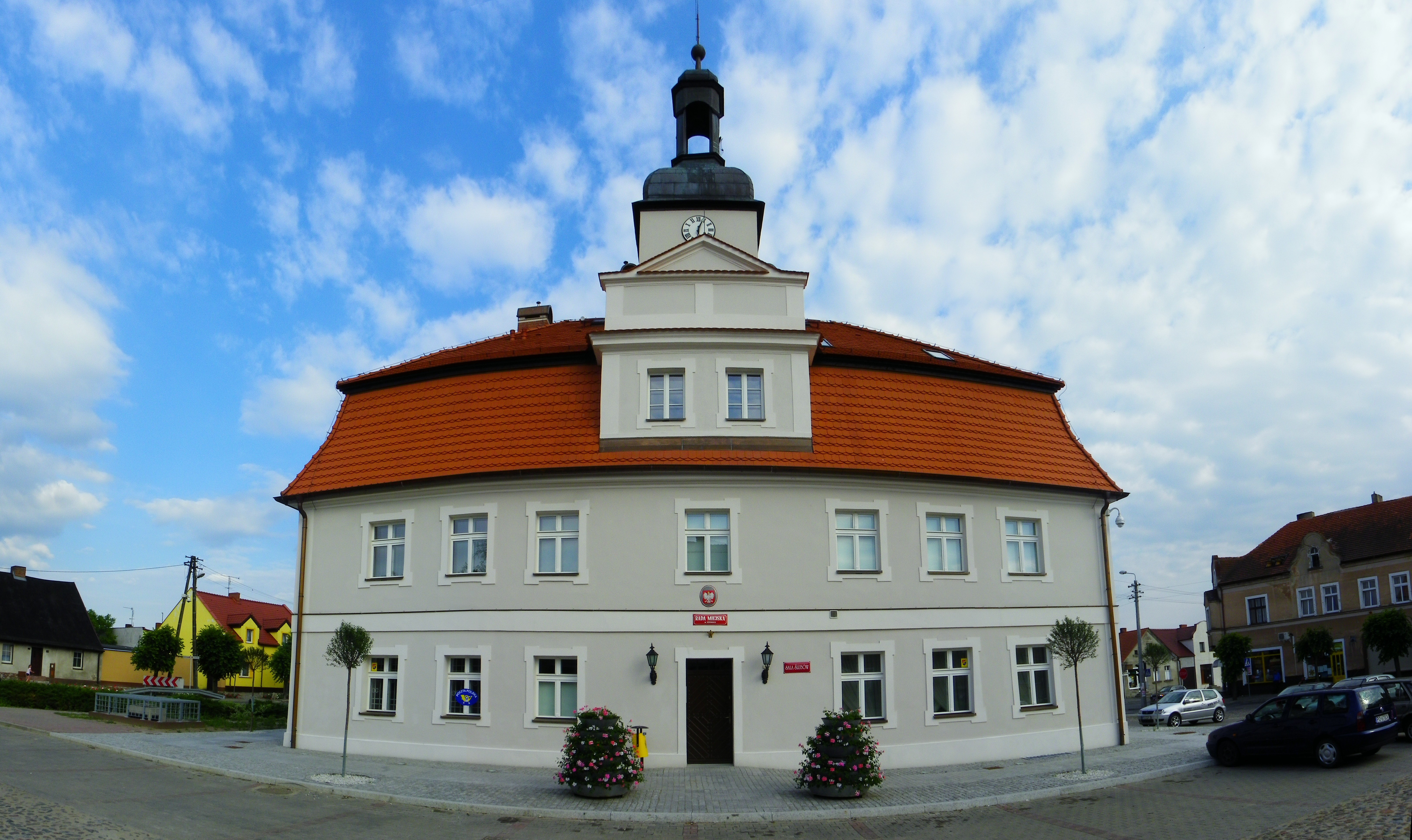
Barokowy ratusz w Bninie

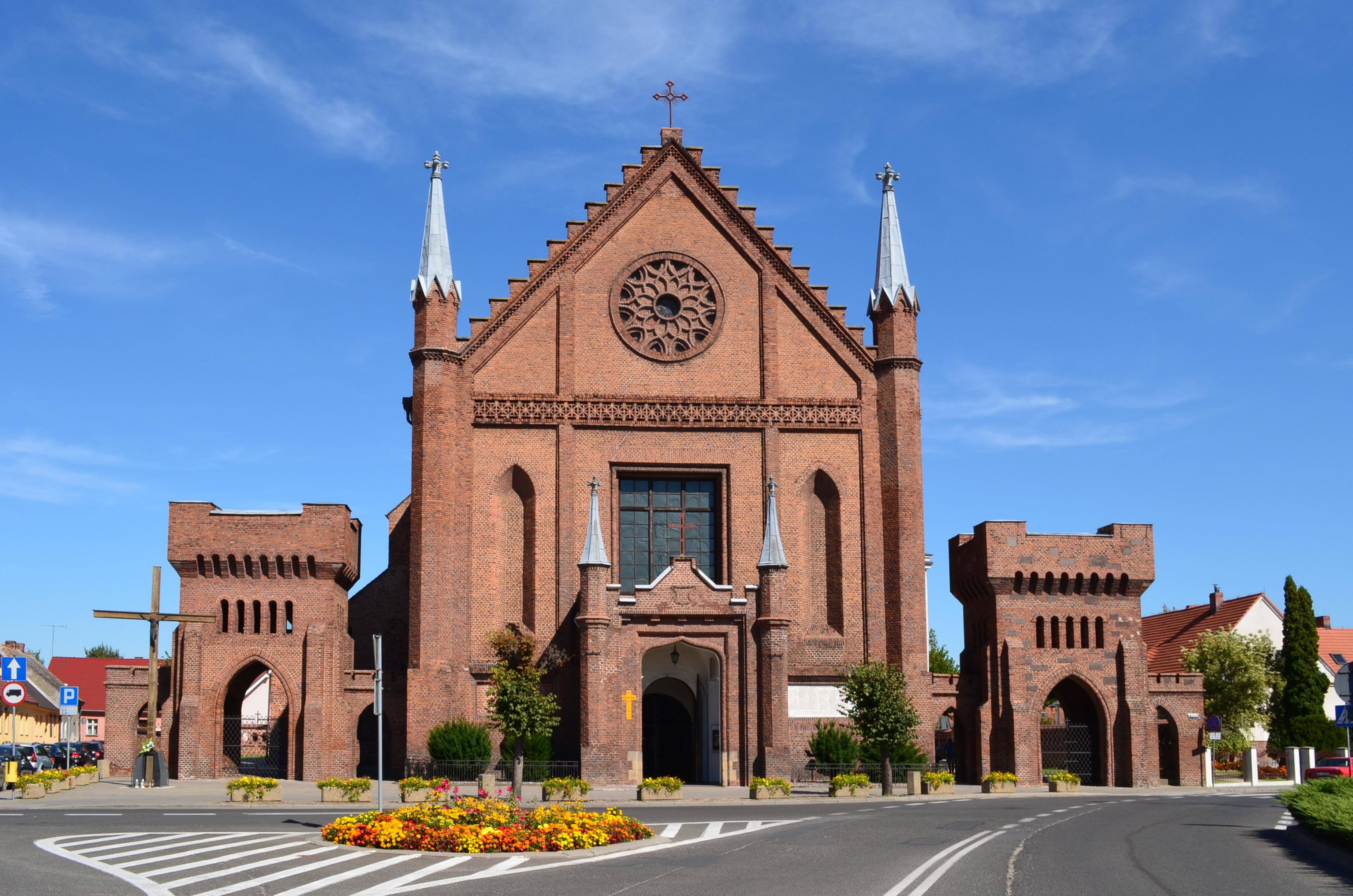
Kościół w Kórniku pw. Wszystkich Świętych

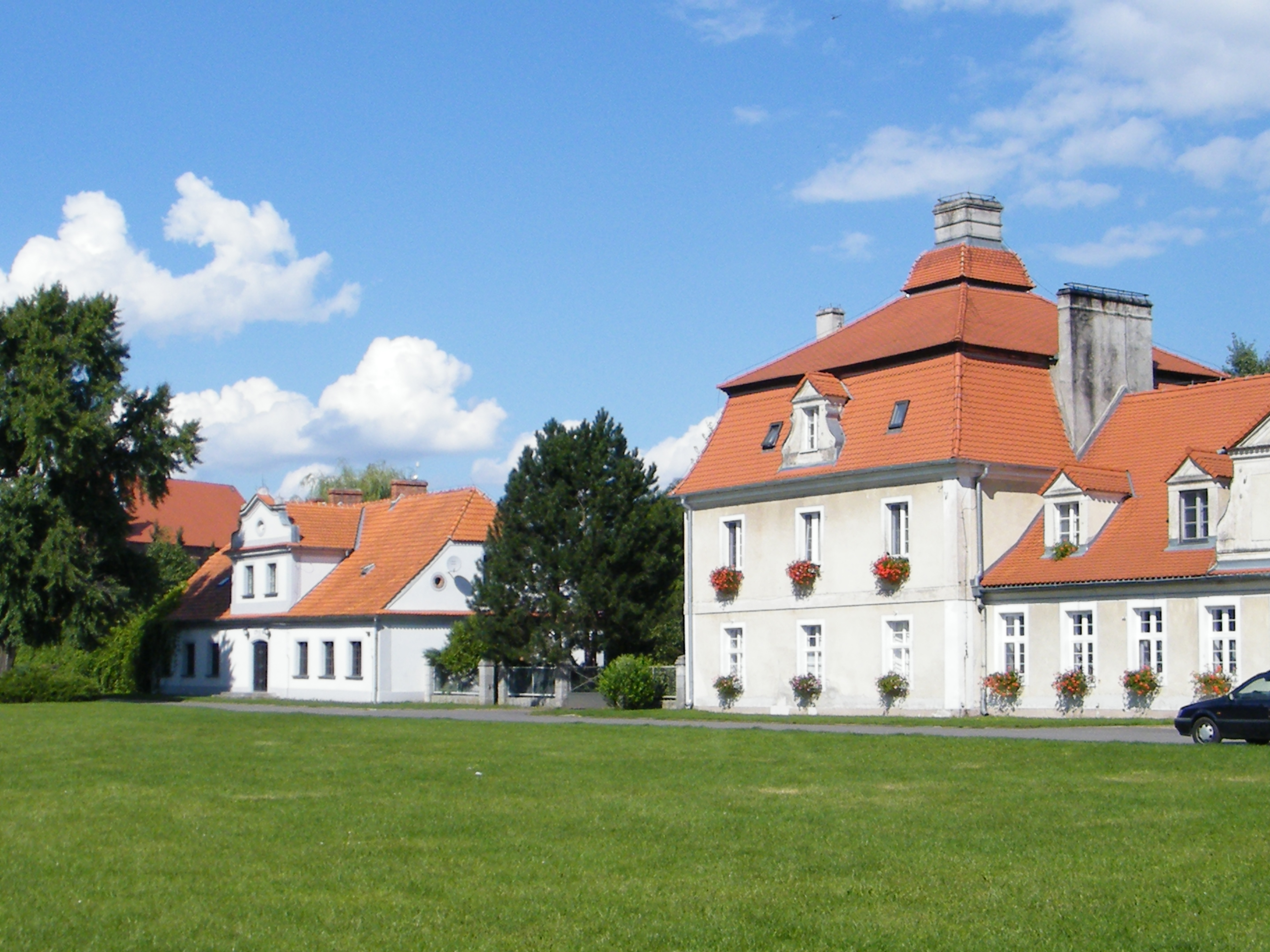
Oficyny zamkowe w Kórniku

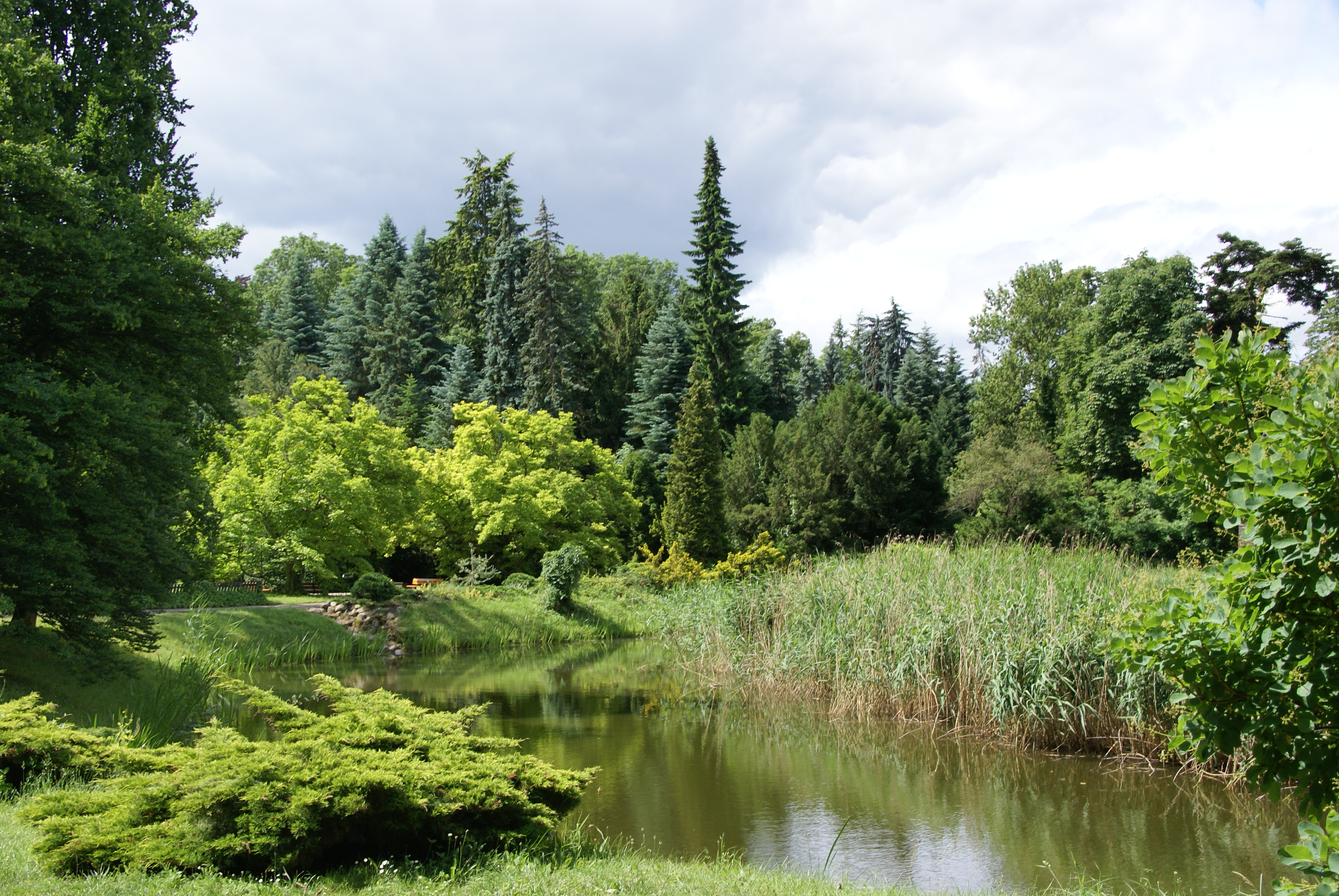
Arboretum w Kórniku

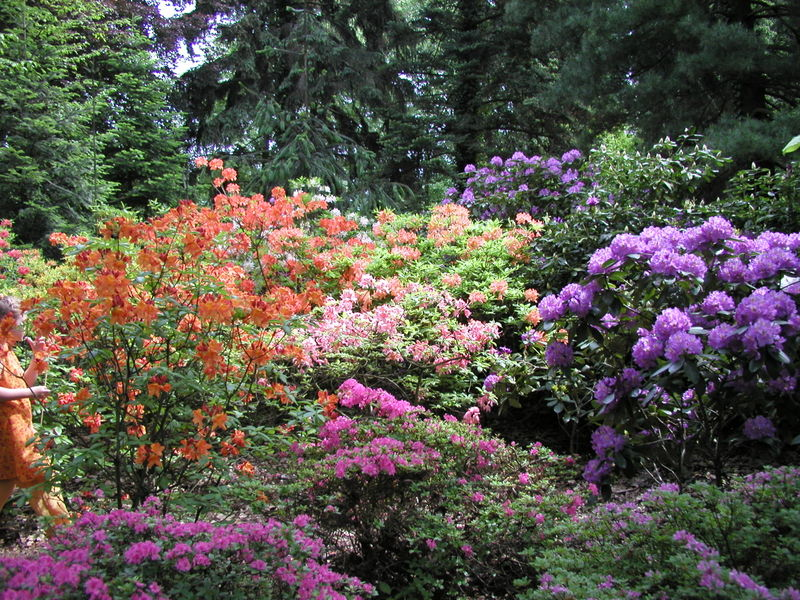
Różaneczniki, z których słynie Arboretum w Kórniku

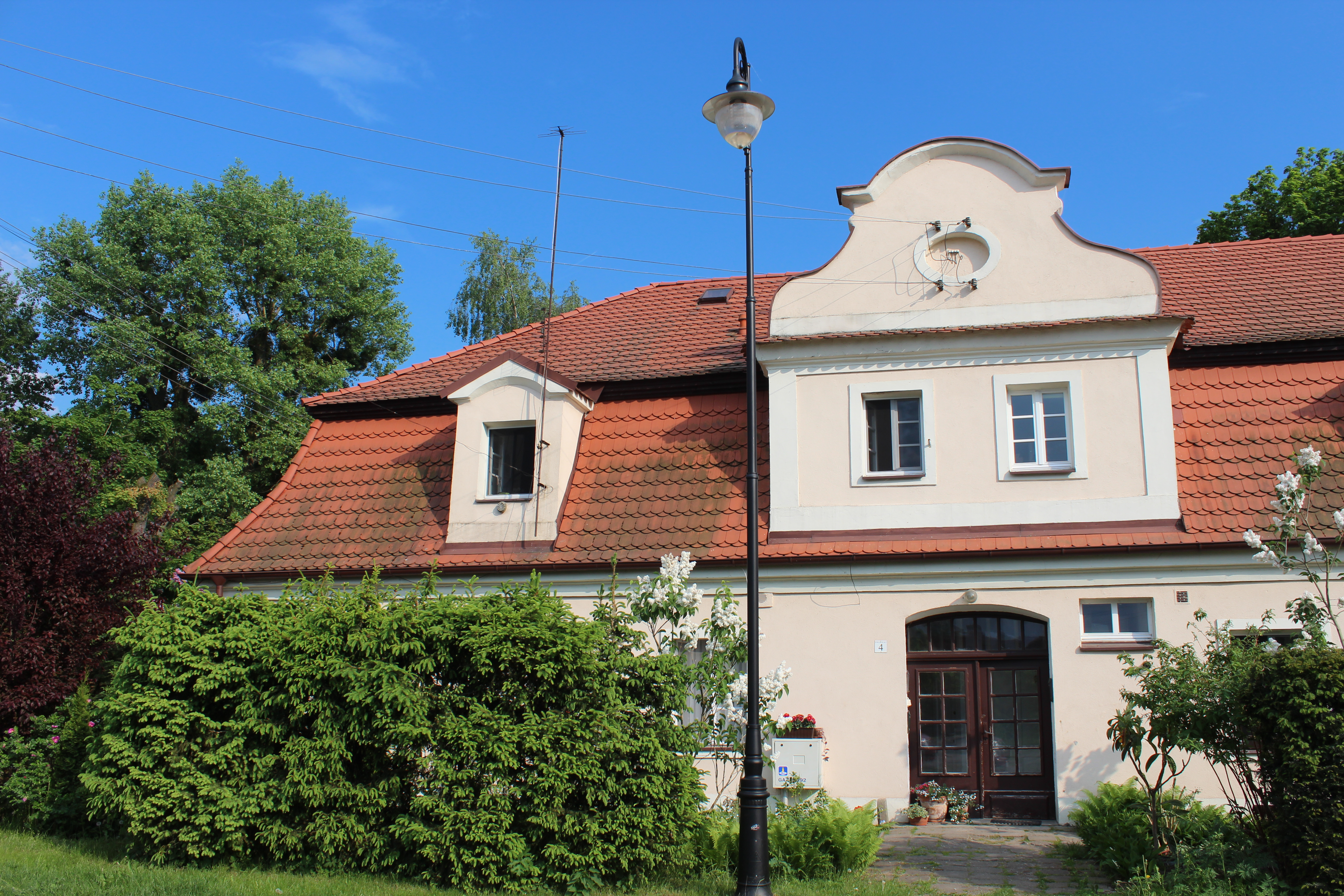
Dom urodzin Wisławy Szymborskiej

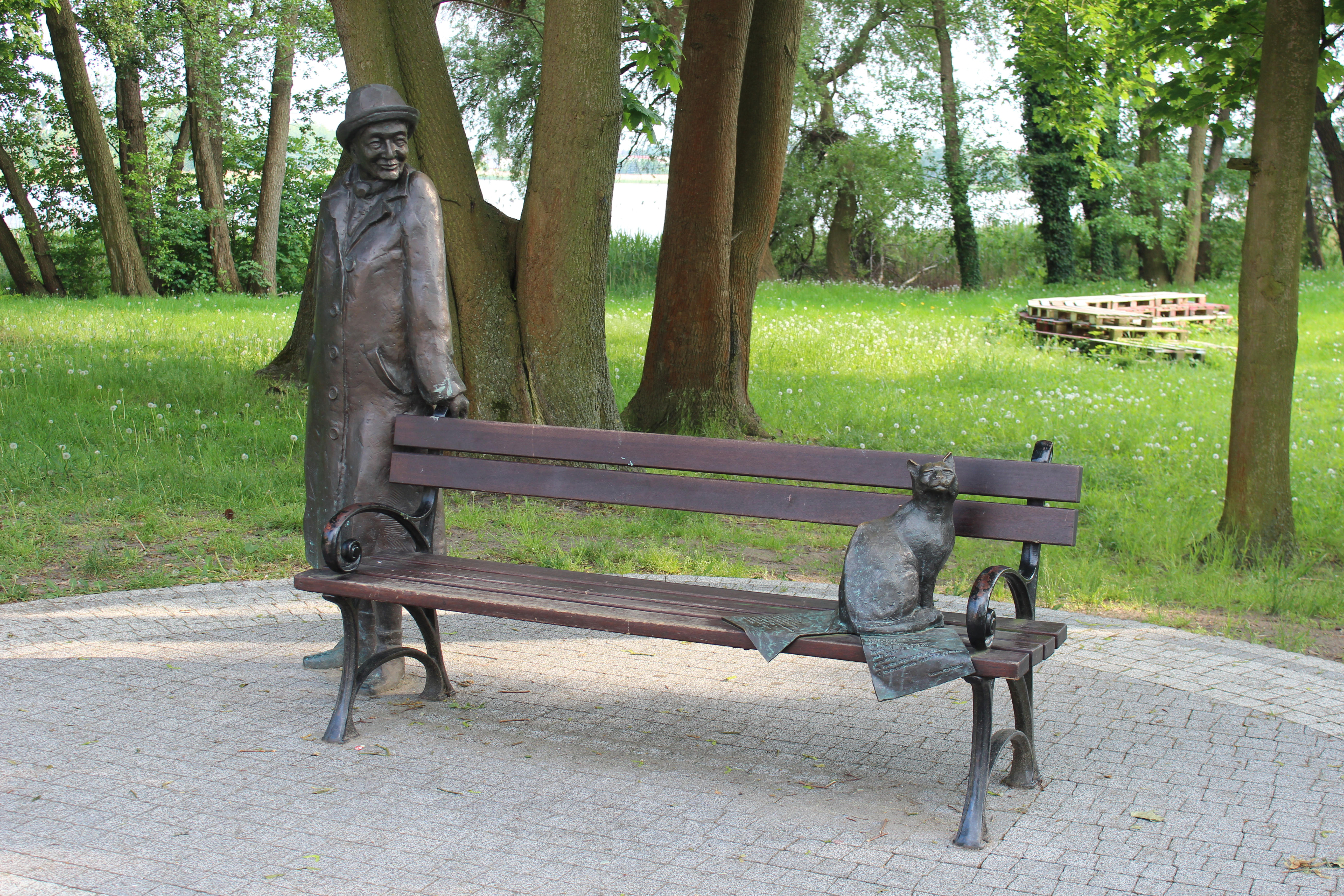
Pomnik–ławeczka Wisławy Szymborskiej

Prowadzone w różnych częściach miasta badania wykopaliskowe wskazują na to, że w okolicach jezior przez kilkadziesiąt stuleci rozwijało się osadnictwo. Najstarsze ślady pochodzą z VII-VI tysiąclecia p.n.e. Na przełomie epoki brązu i epoki żelaza na półwyspie Szyja (Bnin) istniała osada kultury łużyckiej. W późniejszych okresach liczba takich osad i ich mieszkańców zwiększała się. W połowie X w. istniały także w okolicznych wsiach Kórnika i Bnina.
Za Mieszka I na półwyspie Szyja powstał obronny gród i podgrodzie. W XIII wieku zaczęły powstawać zalążki miasta na terenie Bnina, a od 1232 kasztelania bnińska. Następnie Bnin stał się własnością rodu Łodziów. Około 1390 Władysław Jagiełło nadał Bninowi prawa miejskie. Od połowy XVII wieku znaczenie miasta Bnin malało na rzecz Kórnika.
Pierwsze wzmianki o miejscowości Kórnik pochodzą z XII wieku. Był wówczas osadą wiejską pod władzą rodu Górków. W 1426 Mikołaj Górka wybudował drewniany łącznik zamku, natomiast ok. 1437 Łukasz Górka kościół parafialny. Około 1450 nastąpiła lokacja miasta na prawie magdeburskim. W czasie wojny trzynastoletniej Kórnik wystawił w 1458 2 pieszych na odsiecz oblężonej polskiej załogi Zamku w Malborku. Właścicielem miasta był Andrzej Górka (zm. 1551). Stanisław Górka oddał tutejszą kolegiatę luteranom, po 1592 wróciła w ręce katolików. Po śmierci ostatniego członka rodu Górków (Stanisław Górka, zm. 1592), majątek przechodził kolejno w ręce rodu Czarnkowskich i Grudzińskich.
W 1676 majątek kórnicki został kupiony przez Działyńskich, którzy władali nim przez dwa stulecia. W tym okresie nastąpił rozkwit rezydencji, miasta oraz okolicznych wiosek. Teofila z Działyńskich Szołdrska-Potulicka znacznie rozbudowała rezydencję, a także unowocześniła miasto sprowadzając do niego nowych mieszkańców, kupców i rzemieślników, którym nadała liczne przywileje.
Do II rozbioru Polski (1793) miasta Kórnik i Bnin leżały w województwie kaliskim; w wyniku rozbioru województwo kaliskie zostało włączone do Królestwa Prus, do prowincji Prusy Południowe. Mieszkańcy Kórnika walczyli w powstaniach wielkopolskich w latach 1794 i 1806. W okresie zaboru właścicielem dóbr kórnickich był Tytus Działyński, który przebudował zamek, unowocześnił folwarki, utworzył bibliotekę oraz Arboretum Kórnickie. Dla obrony nazwy przed zniemczeniem oficjalnie zmienił ją na Kórnik. Za swoją działalność powstańczą i postawę patriotyczną zmuszony został do emigracji, a jego majątek został skonfiskowany. Jednak po wygranym procesie dobra wróciły w ręce Działyńskich, a Tytus Działyński zajął się działalnością wydawniczą.
Następnym właścicielem Kórnika był Jan Kanty Działyński, który zebrał największą kolekcję drzew i krzewów w całej Polsce. Powiększył również zbiory biblioteczne, a także wspierał działania patriotyczne.
Po jego śmierci majątek przejął Władysław Zamoyski W 1882 r. pomógł on swojej matce, Jadwidze z Działyńskich Zamoyskiej, utworzyć tu Szkołę Domowej Pracy Kobiet. Niestety w wyniku rugów pruskich szkoła musiała być po kilku latach przeniesiona z Kórnika do zakopiańskich Kuźnic.
W dwudziestoleciu międzywojennym Kórnik i Bnin zamieszkane były przez ludność polską, niemiecką i żydowską.
W Bninie była ludność tylko polska i niemiecka.
W 1934 odebrano Bninowi prawa miejskie i w 1961 połączono administracyjnie z Kórnikiem. Obecnie trwają starania przywrócenie praw miejskich Bninowi.
20 października 1939 roku w ramach operacji Tannenberg przed kórnickim ratuszem rozstrzelano 15 mieszkańców – 6 osób z Kórnika, 2 z Bnina i Prowentu, 7 z okolicznych wiosek. Niemiecki pluton egzekucyjny składał się z 16 esesmanów z Einsatzkommando 11 pod dowództwem Heinza Graefe. Po salwie oficer dowodzący plutonem egzekucyjnym podchodził do leżących i strzałami z pistoletu dobijał dających jeszcze oznaki życia Polaków. Niemcy wywieźli również i wymordowali wszystkich mieszkańców pochodzenia żydowskiego, później zlikwidowali zabytkową bożnicę i cmentarz żydowski w Kórniku. Dla budynków miejskich i zabudowań zamkowych wojna nie przyniosła większych zniszczeń.
Współcześnie miasto Kórnik jest atrakcyjne nie tylko dla turystów, ale także dla inwestorów. Powstają liczne przedsiębiorstwa, głównie branży magazynowo-logistycznej i przetwórstwa rolno-spożywczego, m.in. produkcja surówek i przetworów warzywno-owocowych.

## Zabytki
- Zamek w Kórniku – jego początki sięgają średniowiecza. Obronna budowla otoczona fosą, dostęp do niej był możliwy przez most zwodzony oraz spuszczaną okutą kratę. Do dziś z tego okresu zachowały się stare mury i piwnice obiektu. W połowie XVI wieku zamek rozbudowano i zwiększono jego funkcje obronne. W XVIII wieku Teofila z Działyńskich przeobraziła średniowieczny zamek w barokowy pałac. Zamek dzisiejszy kształt – neogotycki, o wyglądzie i charakterze nawiązującym do budowli obronnych – zawdzięcza Tytusowi Działyńskiemu. W murach zamku mieści się muzeum z wieloma unikatowymi eksponatami, m.in. meble różnych stylów i epok, obrazy mistrzów polskich i europejskich, rzeźby, kolekcje numizmatyczne, militaria polskie i wschodnie, wyroby rzemiosła artystycznego z porcelany i srebra oraz zbiory etnograficzne i przyrodnicze z Australii i Oceanii. Jak głosi legenda: nocami po parku i zamkowych komnatach przechadza się Teofila z Działyńskich zwana „Białą Damą”. Kórnicki zespół zamkowo-parkowy wraz z kościołem parafialnym (nekropolią właścicieli) zostały uznane za pomnik historii[17].
- Ratusz – zbudowany w stylu neobarokowym w XIX wieku, murowany, odbudowany po pożarze i całkowitym spaleniu w 1909 roku, dwukondygnacyjny z użytkowym poddaszem. Na mansardowym dachu wieżyczka zwieńczona hełmem z iglicą. Po kapitalnym remoncie w 2004 r. dobudowane szklane patio na północno-wschodniej ścianie budynku, natomiast pod nowym zegarem znajduje się kur, który pieje w południe. Również w południe można usłyszeć hejnał kórnicki. Ratusz jest siedzibą Urzędu Miejskiego oraz burmistrza gminy.
- Waga miejska w Kórniku – zabytkowy narożny budynek z trzeciej ćwierci XVIII wieku.
- Rynek – łącznie z XV-wiecznym układem ulic powstał w wyniku rozszerzenia głównej drogi prowadzącej przez miasto. Kamienice, które otaczają rynek pochodzą z XVIII i XIX wieku. Przy nim znajduje się również budynek starej poczty z XVIII wieku.
- Kościół parafialny pw. Wszystkich Świętych – gotycki kościół z neogotycką fasadą wzniesiony ok. 1437 roku, ufundowany przez ród Górków. Murowany z cegły, otoczony murem z dwiema dzwonnicami. Znajdują się tu trzy późnorenesansowe nagrobki Górków z XVI wieku, a także nagrobek Teofili z Działyńskich z XVIII wieku. W podziemiach mieszczą się krypty rodziny Działyńskich i Zamoyskich.
- Oficyny – po północnej stronie zamku znajduje się dziedziniec, który przecina droga, po bokach stoją barokowe oficyny z połowy XVIII wieku.
- Ucho Igielne – przejście do nieistniejącej już bożnicy żydowskiej, gdzie znajdują się macewy ze zlikwidowanego cmentarza żydowskiego.
- Prowent – zespół zabudowań folwarcznych położony ok. 300 m na południe od zamku. Budynki, powstałe w XVIII i XIX w., zgrupowane są przy czworobocznym dziedzińcu. W jednej z oficyn w 1923 roku urodziła się noblistka Wisława Szymborska.
- Ratusz w Bninie – zbudowany w poł. XVIII w. w stylu barokowym, piętrowy, na planie prostokąta, dach mansardowy z wysoką wieżą zakończoną iglicą z herbem Działyńskich „Ogończyk”.
- Kościół rzymskokatolicki pw. św. Wojciecha w Bninie – wzniesiony w 1827 r. (dawniej ewangelicki), wewnątrz m.in. gotycka ośmioboczna chrzcielnica z piaskowca z drugiej poł. XV wieku (uratowana z zawalonego w 1942 roku kościoła katolickiego).

## Atrakcje turystyczne
- Arboretum – liczy ok. 3 tys. gatunków i odmian drzew i krzewów i jest jednym z największych w Europie Środkowej parków dendrologicznych. Wiele z okazów, często o imponujących rozmiarach, ma dzisiaj 130–180 lat, najstarsze rosnące drzewa to ok. 300-letnie lipy drobnolistne. Początkowo ogród włoski z XVIII wieku Teofila z Działyńskich przekształciła na park w stylu francuskim. Początki Arboretum to wiek XIX, kolekcjonowanie drzew i krzewów zainicjował Tytus Działyński, przy okazji przebudowy zamku powiększył park i urządził go w stylu angielskim, nadając mu charakter parku krajobrazowego. Po ojcu arboretum przejął Jan Kanty Działyński, zgromadził imponującą kolekcję gatunków drzew i krzewów, szczególnie iglastych. Arboretum jest częścią Instytutu Dendrologii Polskiej Akademii Nauk. W jednej z najstarszych budowli parkowych znajduje się Muzeum Dendrologiczne.
- Biblioteka Kórnicka – w zamku ma swoją siedzibę Biblioteka Kórnicka założona w 1828 roku.
- Jeziora kórnickie (Jezioro Kórnickie, Jezioro Bnińskie, Jezioro Skrzyneckie Duże) – jeziora atrakcyjne głównie dla wędkarzy i uprawiających sporty wodne. Bogate w różne gatunki ryb, z kąpieliskami i wypożyczalniami sprzętu wodnego. Na Jeziorze Kórnickim organizowane są rejsy statkiem Biała Dama. Pomiędzy jeziorami Kórnickim a Skrzyneckim-Dużym zbudowana została przeprawa o wysokości ok. 1,5 metra dla łodzi i rowerów wodnych.
- Promenada imienia Wisławy Szymborskiej z pomnikiem–ławeczką poświęconą poetce.
- Pierścień Rowerowy dookoła Poznania
- Szlak turystyczny Osowa Góra – Sulęcinek
- Trasa turystyczna Trasa Kórnicka

## Transport
Przez miasto przebiegają następujące drogi:
- droga krajowa nr 11 (droga ekpresowa S11 – planowana): Kołobrzeg – Koszalin – Poznań – Kórnik – Ostrów Wielkopolski – Bytom
- droga wojewódzka nr 434: Łubowo – Kostrzyn – Kórnik – Śrem – Dolsk – Gostyń – Krobia – Rawicz
- droga wojewódzka nr 431: Kórnik (Mościenica) – Rogalin – Mosina – Wronczyn

## Religia
- Parafia Wszystkich Świętych w Kórniku
- Parafia św. Wojciecha w Bninie
- Świadkowie Jehowy[18]

## Sport
- KSS Kotwica Kórnik – piłka nożna (3 liga Betclic 2024/2025)[19].
- UKS Jedynka Kórnik – stowarzyszenie/klub zrzeszające sekcje sportowe: kolarską[20], pływacką, łuczniczą i amatorskiej ligi piłki nożnej[21]

## Miasta partnerskie
- Königstein im Taunus, Niemcy
- Bukowina Tatrzańska, Polska
- Humań, Ukraina
- Kościerzyna, Polska

## Ważne inicjatywy
- W Kórniku 11 maja 2019 roku zainaugurowano akcję „Proszę, dziękuję, przepraszam” podczas wernisażu wystawy obrazów Andrzeja Pawlaczyka (pomysłodawcy akcji) pt. „Moje krajobrazy” w Klaudynówce (oficyna Zamku Kórnickiego[22]). Celem akcji jest propagowanie szacunku dla drugiej osoby i szacunku dla społeczności, poprzez uprzejmość i dyskutowanie z innymi w cywilizowany sposób. Przy współpracy z redakcją gminnego czasopisma „Kórniczanin” powstał znaczek-przypinka z logo akcji (grafika autorstwa Jarosława Wojciechowskiego), deklarująca, że noszący używa słów „proszę”, „dziękuję”, „przepraszam” i oczekuje podobnego zachowania od rozmówcy[23].
- W Kórniku od 2018 inicjatywa OZE - "Wolność energetyczna w zasięgu ręki" prowadzona przez p. Piotra Kamińskiego ( Solution Energy Storage[24]) - budowanie dużej świadomości, korzystanie z odnawialnej energii jako krok dążący do budowy świadomości lokalnej i globalnej o odnawialnych źródłach energii. Stawianie na energię ze słońca, wiatru jako źródło energii dla gospodarstw domowych i gospodarstw rolnych.